# Tahmoh Penikett
Tahmoh Penikett, född 20 maj 1975 i Whitehorse, Yukon, Kanada. Tahmoh är en kanadensisk skådespelare, mest känd för sin roll som Captain Karl "Helo" Agathon i serien Battlestar Galactica.
Tahmoh Penikett medverkade även i Joss Whedons sci fi-serie Dollhouse.